# اسکات لوچ
اسکات لوچ (انگلیسی: Scott Loach؛ زادهٔ ۲۷ مهٔ ۱۹۸۸) یک بازیکن فوتبال اهل بریتانیا است.